# П'єтро Пізеллі
П'єтро Пізеллі (італ. Pietro Piselli, 14 листопада 1891, Ліворно — 1 травня 1960) — італійський футбольний тренер..

## Кар'єра тренера
Розпочав тренерську кар'єру 1917 року, очоливши тренерський штаб клубу «Ліворно», а з 1919 року тренував клуб у парі з Аттіліо Фрезією, ставши з командою віце-чемпіоном Італії сезону 1919/20. Згодом протягом 1922—1924 років очолював тренерський штаб клубу другого дивізіону «Робур Сієна».
1924 року прийняв пропозицію попрацювати у клубі «Альба Рома», з яким 1925 та 1926 року став віце-чемпіоном Італії, після чого команда об'єдналась із іншим римським клубом «Аудаче» і у сезоні 1926/27 грала під назвою «Альба Аудаче». У липні 1927 року відбулось ще одне об'єднання — «Альба Аудаче» об'єдналась ще з двома римськими командами,, утворивши клуб «Рома» і Пізеллі разом із Йожефом Гінгом (тренером «Фортітудо», іншої команди, що вступила до об'єднання) стали першими тренерами новоствореного клубу, керуючи ним у дебютних товариських матчах в його історії, але напередодні перших офіційних матчів у вересні тренером було призначено англійця Вільяма Гарбатта. В результаті Пізеллі повернувся до «Ліворно», де працював у сезоні 1927/28. За іронією долі, «Ліворно» стало першою командою, з якою зіграла «Рома» на офіційному рівні, але новий колектив Пізеллі поступився римлянам 0:2.
У сезоні 1928/29 Пізеллі очолював команду третього дивізіону «Колліджана», після чого 1929 року був запрошений до столичного «Лаціо» очолити його команду напередодні старту історичного першого сезону Серії А. Там під керівництвом Пізеллі римляни посіли п'ятнадцяте місце в турнірній таблиці з 18 команд, уникаючи виліт до Серії B і використовуючи революційну тактичну схему WM (3-4-3). Пізеллі став одним з перших тренерів в Італії, які почали нею користуватись, однак співпраця надалі не була продовжена і в сезоні 1930/31 він очолював «Лечче» в Серії B 1930/31, уникнувши вильоту до третього дивізіону.
Після року без роботи, 1932 року він став головним тренером клубу третього дивізіону «Пескара», тренуючи її у сезоні 1932/33. Після чергового сезону вимушеної бездіяльності він перейшов до «Мессіни», якою керував у Серії В сезону 1934/35.
Надалі очолював команди «Савойя», «Манфредонія», «Л'Аквіла» (з яким він посів друге місце в групі Е Серії C 1937/38) і «Пескара» в Серії С, а в сезоні 1939/40 тренував «Ліворно» в Серії B. Тосканці під його керівництвом посіли друге місце в турнірній таблиці, отримуючи, таким чином кваліфікацію до Серії A.
У сезоні 1940/41 він тренував «Удінезе» в Серії B, а потім знову працював з командами третього дивізіону «Л'Аквіла» та «Мачератезе». Під час Другої світової війни він тренував «Л'Аквілу» в регіональному чемпіонаті Абруццо, який замінив звичайні чемпіонати, призупинені через триваючий конфлікт. Після закінчення війни він залишився в Абруццо і тренував клуб «Про Васто» у парі з Джузеппе Спінолою у Серії С.
У сезоні 1946/47 був головним тренером команди «Катандзаро» з Серії В, але посів з нею 16 місце та вилетів до третього дивізіону; Однак незважаюччи на це Пізеллі продовжив тренувати в Серії B, працюючи у сезоні 1947/48 років з «Таранто». Надалі П'єтро очолював інші команди другого дивізіону «Салернітана» та «Барі».
У сезоні 1951/52 Пізеллі тренував «Реджину», з якою посів дванадцяте місце в турнірній таблиці групи D Серії C, але через корупційний скандал клуб з Реджо-Калабрї було відправлено до новоствореної IV серії, де Пізеллі продовжив тренувати команду протягом сезону 1952/53, вивівши її на ще одне дванадцяте місце в турнірній таблиці (група Н).
Після двох років без роботи Пізеллі знову очолив «Л'Аквілу», яку тренував у сезоні 1955/56 років у IV серії, а у 1957 році очолив «Потенцу», з якою вилетів до аматорського чемпіонату, після чого повернувся в «Л'Аквілу» і провів з нею сезон 1958/59 у Серії C, врятувавши від вильоту.
Останнім місцем тренерської роботи Пізеллі стала «Салернітана», головним тренером команди якої П'єтро був з березня 1960 року, закінчивши чемпіонат на п’ятнадцятому місці в турнірній таблиці групи С Серії С.
Помер 1 травня 1960 року на 69-му році життя.